# Pintor del Louvre G 231

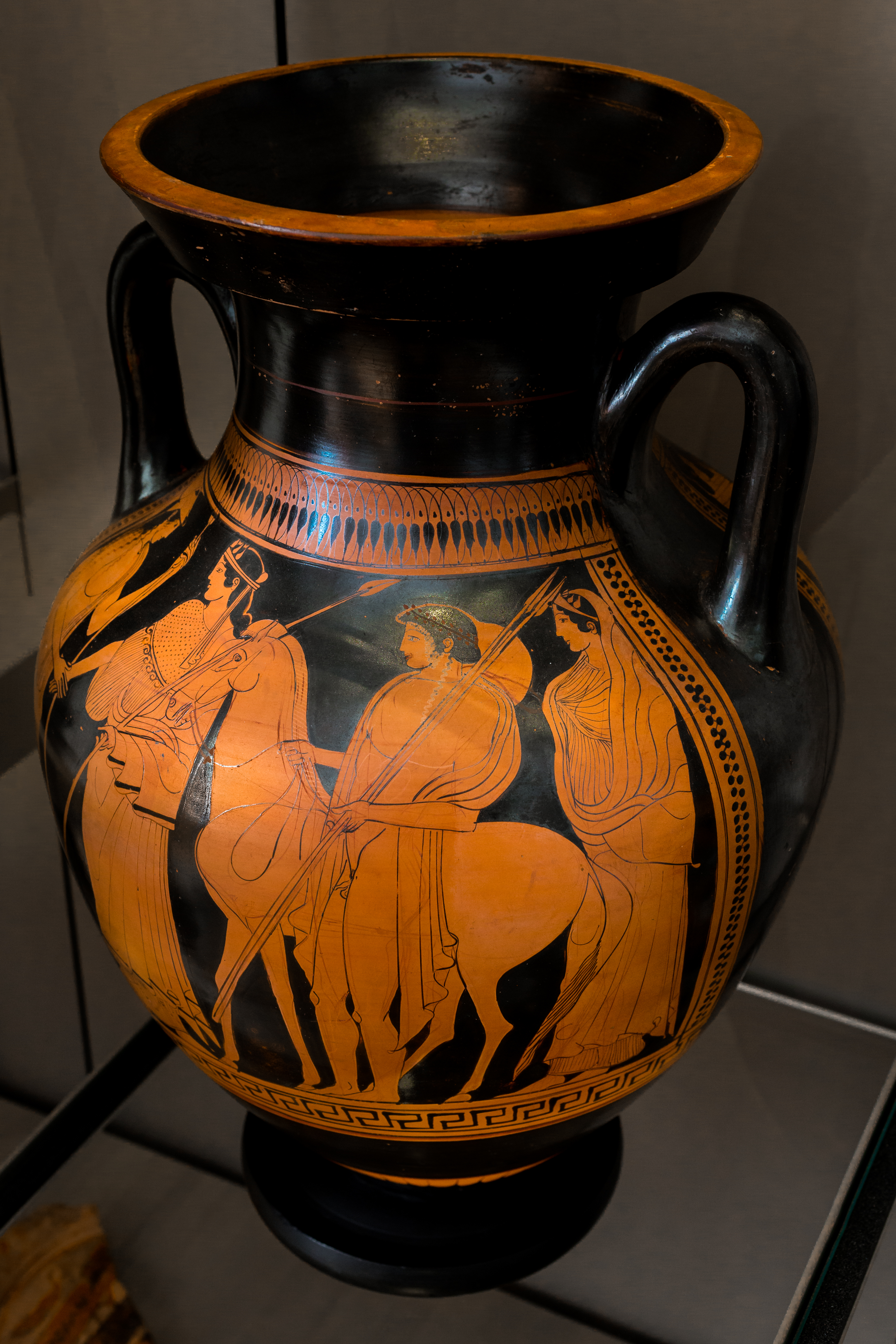
Ánfora ática de ática de figuras rojass (tipo B), que representa a jóvenes guerreros, Atenea y una mujer, c. 470 - 460 a. C., Museo Fitzwilliam GR.21.1927, Cambridge.

El Pintor del Louvre G 231 es el nombre convenido de un pintor griego de vasos de figuras rojas, activo en el segundo cuarto del siglo V a. C.
Pintor del Louvre G 231, un pintor de vasos manierista ático. Según, John Beazley, crítico de arte británico, lleva su nombre por una pélice decorado a mano del Museo del Louvre (con n.º de inv. G 231), que representa a Aquiles y Troilos en la cara A y a Perseo con Atenea y Hermes en el lado B.  Curiosamente, la forma en que Perseo está representado en este vaso sosteniendo una kibisis (una bolsa mágica que crece o se encoge dependiendo de lo que se ponga en su interior) es única en los vasos.
Sus ánforas (en su mayoría «en forma de bulbo») son similares en forma y ornamentación a los vasos del Pintor de Enanté. A diferencia de este, separó las escenas representadas en ambos lados de sus pélices con bandas decorativas que corren verticalmente a lo largo de las asas. Tanto al Pintor del Louvre G 231 como al Pintor de Enanté les gustaba representar prendas estampadas y sandalias elaboradas, hasta la rodilla, con tiras de cuero alternadas, anchas y estrechas. Ambos pintores pintaron círculos negros sobre la piel del Minotauro representado. La forma, la ornamentación y el estilo de algunos vasos atribuidos a manieristas antiguos no especificados están estrechamente relacionados con los vasos decorados por el Pintor del Louvre G 231 y el Pintor de Enanté. Estilísticamente, el más cercano a estos dos pintores fue el Pintor de Tarquinia 707.
Al igual que otros manieristas, decoró principalmente vasos de gran tamaño (ánforas, pélices o cráteras), especialmente cráteras de columnas (se le atribuyen cuatro). Una de sus obras más conocidas es un ánfora (de Vulci) expuesta en Londres (Museo Británico E 262), que representa a Artemisa conduciendo una cuadriga en un lado y a Apolo con una lira y una fíala en el otro.